# Andrzej Kozik
Andrzej Leonard Kozik (ur. 20 grudnia 1953 w Leśnej) – polski saneczkarz, olimpijczyk z Innsbrucku 1976.
Pierwszy sukces międzynarodowy odniósł jako junior ma mistrzostwach Europy juniorów w 1972 roku zajmując 4. miejsce zarówno w konkurencji jedynek jak i dwójek. Jako senior specjalizowała się w dwójkach, w których odniósł swoje największe sukcesy (z partnerem Mirosławem Więckowskim).
W roku 1975 został mistrzem Polski, a na mistrzostwach świata zajął 4. miejsce. Dwukrotny uczestnik mistrzostw Europy w roku 1974 – 5. miejsce i w roku 1975 – 8. miejsce. W roku 1973 zajął 3. miejsce w Pucharze narodów rozgrywanym w austriackim Imst.
Na igrzyskach olimpijskich w 1976 roku w Innsbrucku zajął 12. miejsce w dwójkach (partnerem był Mirosław Więckowski).